# Oxypilus
Oxypilus es un género de mantis de la familia Hymenopodidae. Tiene numerosas especies:
Subgénero Oxypilus
- Oxypilus annulatus
- Oxypilus cherlonneixi
- Oxypilus descampsi
- Oxypilus distinctus
- Oxypilus enei
- Oxypilus falcatus
- Oxypilus flavicoxa
- Oxypilus gillonae
- Oxypilus guentheri
- Oxypilus hamatus
- Oxypilus lamottei
- Oxypilus montanus
- Oxypilus pallidus
- Oxypilus polyacanthus
- Oxypilus raggei
- Oxypilus tanzanicus
- Oxypilus villiersi

Subgénero Setoxypilus
- Oxypilus basilewskyi
- Oxypilus burri
- Oxypilus nasutus
- Oxypilus nigericus
- Oxypilus transvalensis